# Městská sportovní hala Havířov
Městská sportovní hala – hala widowiskowo-sportowa w Hawierzowie, w Czechach. Powstała w latach 1974–1978. Może pomieścić 500 widzów (nieoficjalnie do 800). W hali swoje spotkania rozgrywają zawodnicy klubu unihokeja Torpédo Havířov. Położona jest ona niedaleko miejskiego szpitala, obok hali znajduje się również boisko do rugby.
Hala została wybudowana w latach 1974–1978 kosztem 14 858 000 Kčs i otwarta 1 listopada 1978 roku. Pierwotnie hala należała do klubu sportowego TJ Slavia Havířov, na początku lat 90. XX wieku przejęło ją miasto. W 2011 roku (od lutego do sierpnia) obiekt przeszedł modernizację.
Z hali korzysta wiele lokalnych klubów sportowych, m.in. klub unihokeja Torpédo Havířov (wicemistrzowie Czech z lat 2002 i 2007). W przeszłości grali na niej m.in. pierwszoligowi futsaliści Slávii Havířov, rozgrywano tutaj także mecze najwyższego krajowego poziomu ligowego w piłce ręcznej, siatkówce czy koszykówce kobiet. W dniach 31 sierpnia – 5 września 2011 roku odbyły się na hali 17. Mistrzostwa Europy branży florystycznej, organizowano na niej również koncerty czy uroczystości górnicze. Z hali korzystają w ramach zajęć uczniowie szkół podstawowych i średnich, odbywają się na niej także zajęcia oraz kursy m.in. z aerobiku, tańca i gimnastyki. W pomieszczeniach hali można skorzystać z zabiegów rehabilitacyjnych i masaży.